# Greener GP
La Greener GP es una escopeta de palanca diseñada por el fabricante W. W. Greener & Co. en 1900 en Inglaterra.

## Historia
Greener utilizó el robusto y fiable mecanismo de cerrojo levadizo Martini para producir un arma deportiva muy resistente. Las letras "GP" de su nombre se cree que corresponden a "General Purpose" (Propósito General). El fabricante, W. W. Greener & Co. dejó de existir hace mucho tiempo. Fue absorbido por la British Webley Co., que seguía fabricando esta arma a pequeña escala a comienzos de la década de 1900. También se dice que se fabrica en Filipinas.

## Diseño
Tiene una palanca de accionamiento tubular bajo la empuñadura de la culata y una gran palanca de seguro a un lado del cajón de mecanismos, encima y por detrás del gatillo. Al bajar la palanca de accionamiento, se expulsaba el casquillo vacío y se amartillaba el percutor.